# Quận Gentry, Missouri

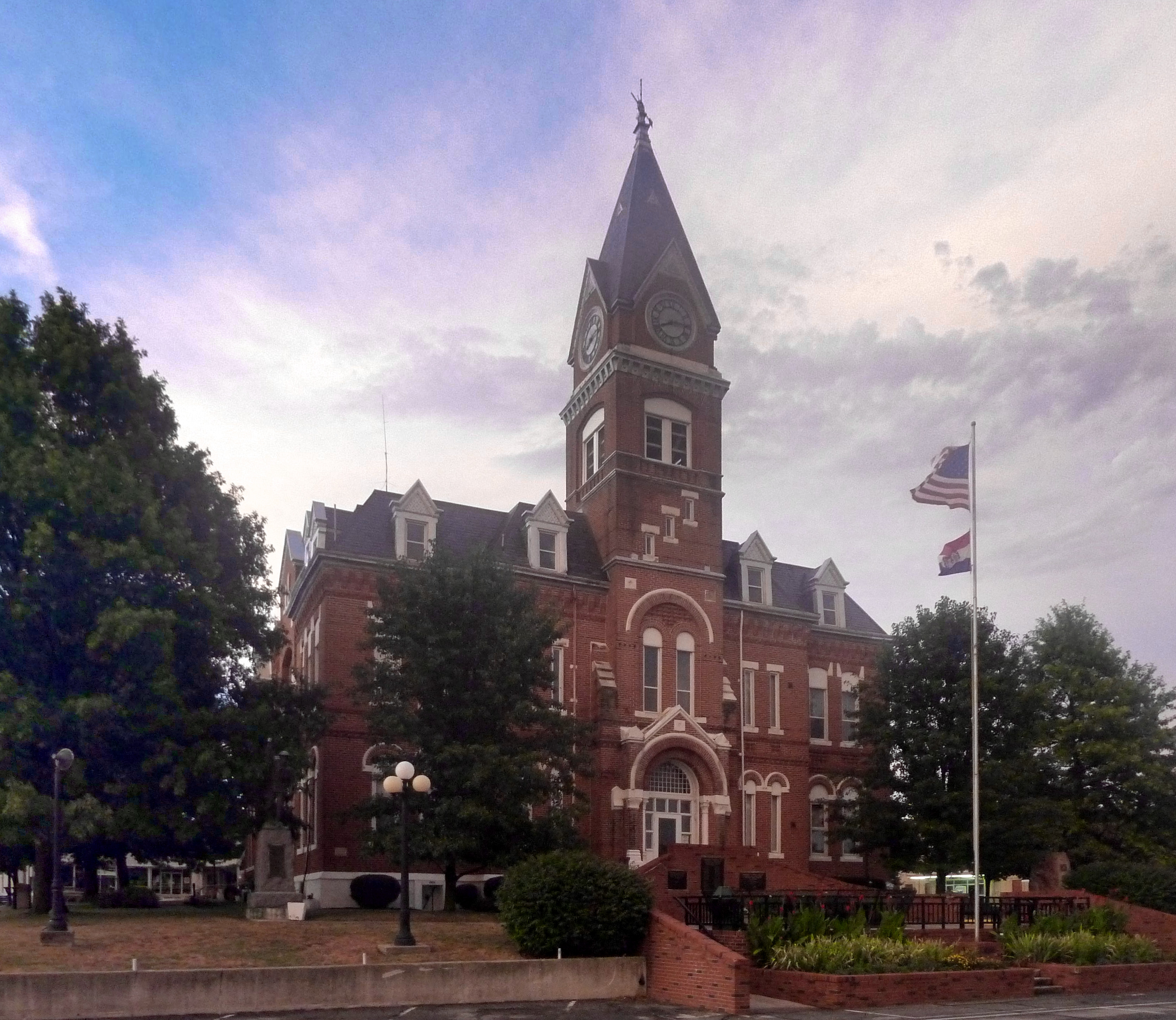
Tòa án quận Gentry ở Albany

Quận Gentry là một quận thuộc tiểu bang Missouri, Hoa Kỳ. Theo điều tra dân số năm 2000 của Cục điều tra dân số Hoa Kỳ, quận có dân số 6861 người 2. Quận lỵ đóng ở  Albany6

## Địa lý
Theo Cục điều tra dân số Hoa Kỳ, quận có tổng diện tích 492 dặm vuông Anh (1.274,3 km2), trong đó có km2 hay 0,065 là diện tích mặt nước.

### Xa lộ
- U.S. Route 136
- U.S. Route 169
- Route 85

### Quận giáp ranh
- Quận Worth  (bắc)
- Quận Harrison  (đông)
- Quận Daviess  (đông nam)
- Quận DeKalb  (nam)
- Quận Andrew  (tây nam)
- Quận Nodaway  (tây)

## Thông tin nhân khẩu
Theo điều tra dân số 2 năm 2000, quận đã có dân số 6.861 người, 2.747 hộ gia đình, và 1.884 gia đình sống trong quận hạt. Mật độ dân số là 14 người trên một dặm vuông (5/kmТВ). Có 3.214 đơn vị nhà ở mật độ trung bình của 6 trên một dặm vuông (3/kmТВ). Cơ cấu dân tộc của cư dân sinh sống ở quận này bao gồm 98,57% người da trắng, 0,12% da đen hay Mỹ gốc Phi, 0,31% người Mỹ bản xứ, 0,17% châu Á, Thái Bình Dương 0,16%, 0,10% từ các chủng tộc khác, và 0,57% từ hai hoặc nhiều chủng tộc. 0,64% dân số là người Hispanic hay Latino thuộc một chủng tộc nào.
Có 2.747 hộ, trong đó 31,10% có trẻ em dưới 18 tuổi sống chung với họ, 58,00% là đôi vợ chồng sống với nhau, 7,20% có một chủ hộ nữ và không có chồng, và 31,40% là không lập gia đình. 29,30% hộ gia đình đã được tạo ra từ các cá nhân và 16,90% có người sống một mình 65 tuổi hoặc cao tuổi hơn. Cỡ hộ trung bình là 2,42 và cỡ gia đình trung bình là 3,00.
Trong quận này cơ cấu độ tuổi dân cư bao gồm 26,00% dưới độ tuổi 18, 7,00% 18-24, 23,70% 25-44, 21,60% từ 45 đến 64, và 21,60% từ 65 tuổi trở lên. Độ tuổi trung bình là 40 năm. Đối với mỗi 100 nữ có 95,10 nam giới. Đối với mỗi 100 nữ 18 tuổi trở lên, đã có 89,90 nam giới.
Thu nhập trung bình cho một hộ gia đình trong đã đạt mức USD 28.750, và thu nhập trung bình cho một gia đình là USD 35.933. Phái nam có thu nhập trung bình USD 26.365 so với 19.802 USD của phái nữ. Thu nhập bình quân đầu người là 15.879 USD. Có 9,00% gia đình và 12,00% dân số sống dưới mức nghèo khổ, bao gồm 14,20% những người dưới 18 tuổi và 10,30% của những người 65 tuổi hoặc hơn.